# Prévention du paludisme
Pour un article plus général, voir Paludisme.
 (avril 2024).
Les méthodes utilisées pour empêcher le paludisme de se répandre, ou pour protéger les habitants des zones endémiques, incluent la prophylaxie par la prise de médicaments, l'éradication des moustiques et la prévention des piqûres de moustiques. Pour que le paludisme puisse exister de façon continue à un endroit, il faut une combinaison de facteurs : forte densité de population, fort taux de transmission des humains aux moustiques et réciproquement. Si un de ces facteurs diminue, le parasite finit par disparaître, comme en Amérique du Nord et en Europe. Inversement, le parasite peut être réintroduit dans une région et y survivre si ces facteurs y sont réunis.
Il existe plusieurs vaccins efficaces contre le paludisme. La technologie à ARN messager utilisée contre le SARS-CoV-2 ouvre de nouvelles perspectives pour l'élaboration d'autres vaccins,,,,,,.
Des chercheurs affirment que la prévention du paludisme serait financièrement plus efficace que son traitement à long terme ; mais son coût reste trop important pour les plus pauvres (selon l'économiste Jeffrey Sachs, trois milliards de dollars américains par an seraient nécessaires). Pour atteindre les objectifs du millénaire pour le développement, l'argent actuellement alloué à la lutte contre le Sida devrait être réaffecté à la prévention du paludisme, ce qui bénéficierait davantage à l'économie africaine.
Certains pays (Brésil, Érythrée, Inde ou Viêt Nam) ont réduit leur taux de cas de paludisme. L'analyse de ces cas montre que de nombreux facteurs ont dû pour cela être réunis : financements, action coordonnée de l'État et des ONG et action concrète des travailleurs sociaux.

## Moyens de combattre le moustique ou de s'en protéger
On peut combattre le vecteur du paludisme (l'anophèle femelle) par plusieurs moyens de prévention, qui peuvent s'avérer efficaces s'ils sont bien mis en œuvre.
Le véritable problème de cette prévention est le coût très élevé des traitements pour les populations touchées. En effet, elle peut être efficace chez les voyageurs, mais les pays en voie de développement, qui sont les principales victimes de cette maladie, peinent à organiser des actions très efficaces. On peut donner pour preuve l'exemple de l'île de La Réunion où le paludisme sévissait comme dans les autres îles de la région (Madagascar et île Maurice) notamment. La Réunion étant un territoire français d'outre-mer, le problème du coût trop élevé n'existait pas et la malaria a pu être éradiquée de cette île sans difficulté.
Deux modes de prévention sont appliqués dans les pays concernés. Ils visent d'une part à protéger les populations contre les piqûres de moustiques et, d'autre part, à éliminer ces derniers par la mise en place de moyens divers. Le but principal de cette prophylaxie est de limiter la population de moustiques vecteurs de la maladie et ainsi de tenter d'éradiquer ce fléau.
Dans les années 1960, la principale méthode utilisée pour éradiquer les anophèles femelles était l'utilisation massive d'insecticides. Le plus utilisé était le DDT (Dichloro-Diphényl-Trichloréthane). Cette méthode porta ses fruits dans de nombreuses régions où le paludisme fut totalement éradiqué. L'utilisation intensive du DDT a cependant favorisé la sélection de moustiques résistants. Cette résistance a été nommée KDR (Knock Down Resistance : « résistance à l'effet de choc »). En outre, il peut engendrer intoxications et maladies dans la population comme ce fut le cas en Inde où il fut utilisé de manière abusive en agriculture.
Le DDT a été interdit aux États-Unis en 1972, puis dans d'autres pays. Il est classé comme polluant organique persistant depuis 2001, à la suite de la convention de Stockholm. Néanmoins il a toujours été autorisé pour des raisons sanitaires et cela a été rappelé par l'OMS en 2005 .
Les quatre critères d'un polluant organique persistant sont :
- toxicité : on reproche au DDT d'être potentiellement cancérigène et d'être susceptible de modifier le fonctionnement nerveux et hormonal humain (effets sur le métabolisme d’œstrogène chez les femmes, effets anti-androgènes) ;
- persistant : sa demi-vie est de quinze ans, c'est-à-dire que si l'on pulvérise 10 kg dans un champ, quinze ans après, il en restera 5 kg, après trente ans 2,5 kg et ainsi de suite ;
- dispersif : on en a retrouvé dans les neiges de l'Arctique ;
- bio cumulatif : les animaux qui en absorbent n'en meurent pas, mais ne parviennent pas à l'éliminer. Ils le stockent dans leurs graisses et on en retrouve de grandes concentrations chez les animaux du sommet de la chaîne alimentaire. Par contre, sa toxicité est sujette à débat bien qu'une ingestion de 35 g puisse être létale pour une personne de 70 kg (comme pour l'ibuprofène par exemple et comparé à 225 g pour le sel ou 120 g pour le café).

Pour remplacer le DDT, des moyens alternatifs sont possibles afin de combattre le vecteur du paludisme :
- assèchement des marais (sans bouleverser le système écologique), drainage des eaux stagnantes où se développent les larves des anophèles (un vieux pneu abandonné et rempli d'eau par les pluies est suffisant au moustique pour y pondre ses œufs) ;
- lutte anti-larvaire par épandage de pétrole ou d'huile végétale et utilisation d'insecticides solubles répandus à la surface des eaux stagnantes, pour tenter de limiter les naissances d'anophèles ou empêcher les larves de venir respirer à la surface. Mesures fort peu recommandables car totalement anti-écologiques ;
- ensemencement des eaux avec des prédateurs des anophèles ou de leurs larves comme certains mollusques ou poissons (tilapias, guppys, gambusies, aphanius)[12] ;
- réintroduction, et protection, des variétés de chiroptères insectivores là où elles ont disparu (une chauve-souris peut avaler près de la moitié de son poids en insectes en une nuit)[13] ;
- ciblés à partir du séquençage du génome du moustique[14]. Ce génome offre, entre autres, un catalogue de l'accroissement des gènes de détoxification et des gènes mutants qui codent les protéines visées par les insecticides ainsi que les variations des nucléotides individuels, appelés polymorphismes nucléotidiques qui se trouvent dans le génome :
  - emploi d'insectifuges et d'insecticides ciblés uniquement contre l'anophèle,
  - dispersion de mâles anophèles stériles dans la nature,
  - interventions génétiques sur les espèces vectrices ou, dans un avenir indéterminé, avec des vaccins bloquant la transmission en induisant des anticorps empêchant la maturation des stades sexués du parasite chez l'anophèle.
- Antiparasitaire oral. L'ivermectine augmente la mortalité des moustiques lorsqu'ils piquent, pendant au moins 28 jours[15].

Ces mesures ne sont efficaces que sur un territoire limité. Il est très difficile de les appliquer à l'échelle d'un continent tel que l'Afrique.
Chacun, à titre individuel, peut éviter les piqûres d'anophèles par des mesures mécaniques, physiques et chimiques ;
rappelons avant tout que l'anophèle a une activité nocturne, commençant à piquer à la tombée de la nuit, et se reposant la journée dans les habitations :
- installation de moustiquaires (mailles inférieures à 1,5 mm) imprégnés de perméthrine ou de dérivés de pyréthrinoïde. De plus en plus ces moustiquaires sont fournis à prix très démocratiques (maximum 1,70 USD) voire gratuitement aux populations des zones d'endémie. Ces moustiquaires sont efficaces pendant 3 à 5 ans selon le modèle et les conditions d'utilisation ;
- installation de grillage moustiquaire aux fenêtres ;
- utilisation d'insecticides à petite échelle : pulvérisation d'insecticides intradomiciliaires (pyréthrinoïdes, DDT, etc.) dans les habitations (chambres à coucher) ;
- installation d'air conditionné dans les habitations pour faire baisser la température et brasser l'air (le moustique a horreur des déplacements d'air qui le perturbent dans ses déplacements et dans sa faculté sensorielle à trouver sa cible) ;
- après le coucher du soleil : port de vêtements amples, longs et de couleur claire et abstinence d'alcool (les anophèles sont aussi bien attirés par les couleurs foncées, plus spécialement le noir, que par les vapeurs d'alcool) ;
- application de crème répulsive sur la peau ou les vêtements dès le coucher du soleil. De tous les répulsifs de synthèse, ceux qui contiennent du DEET (N, N-diethyl-m-toluamide) sont les plus efficients. Le DEET ne tue pas les insectes mais ses vapeurs les découragent de se poser ou de grimper sur la personne.

Généralement, les produits concentrés entre 25 et 30 % de DEET sont les plus efficaces sur la plus longue période (± 8 h contre les insectes rampants et de 3 à 5 h contre les anophèles). Ils sont également considérés comme inoffensifs pour des personnes adultes ou des enfants de plus de deux ans si la concentration ne dépasse pas 10 % pour ces derniers. À proscrire chez la femme enceinte et le nourrisson de moins de trois mois. Les produits concentrés à plus de 30 % ne sont plus homologués.
Les produits commercialisés sont à appliquer à même la peau ou sur les vêtements ou les moustiquaires. Attention cependant à ce qu'ils altèrent les matières plastiques, certains tissus synthétiques comme le nylon, le caoutchouc, le cuir et les surfaces peintes ou vernies. Prendre également attention aux yeux et à l'inhalation directe avec les produits en atomiseur ainsi qu'à l'ingestion. Les applicateurs munis d'une bille seront donc préférés.
La résorption transcutanée est de 50 % en six heures et l'élimination sera urinaire. La partie non éliminée (30 %) sera stockée dans la peau et les graisses.
En 2022, des chercheurs de l'Université de Stockholm imaginent un "faux sang" à base de jus de betterave, qui pourrait détourner les moustiques et aider à la prévention du paludisme.

## Répulsifs
Les études[réf. nécessaire] ont montré que les produits répulsifs à base d'eucalyptus qui contiennent de l'huile naturelle d'eucalyptol sont une alternative efficace et non toxique au DEET. En outre, les plantes telles que la citronnelle ont prouvé[réf. nécessaire] leur efficacité contre les moustiques. Une étude ethnobotanique conduite dans la région du Kilimandjaro (Tanzanie) montre que les répulsifs les plus largement utilisés, par les populations locales, sont des lamiacées du genre ocimée l' Ocimum kilimandscharicum et lOcimum suave. L'étude portant sur l'utilisation d'huiles essentielles extraites de ces ocimées montre que la protection vis-à-vis des piqûres de certains anophèles vecteurs du paludisme augmente dans 83 à 91 % des cas et inhibe, chez l'insecte, son envie de succion dans 71,2 à 92,5 % des cas.
D’autres solutions naturelles sont également recommandées. Ainsi selon une étude conduite par le Ministère santé publique Cameroun, le fait de se frictionner la peau avec des espèces de plantes herbacées bisannuelles de la famille des Amaryllidaceae, telles que les oignons et l’ail permettrait de faire diminuer le taux de piqûres de 71 à 79 %. Ce type de traitement préventif est fortement recommandé pour les personnes suivant un régime végétarien qui pourraient présenter des carences en fer et en protéines, source de succion chez l’insecte.[réf. nécessaire]
L'icaridin aussi connu sous le nom de KBR 3023 est un nouveau répulsif de la famille chimique des pipéridines et de force comparable au DEET, mais il est moins irritant et ne dissout pas les plastiques. Il a été développé par la société chimique allemande Bayer AG et commercialisé sous le nom de SALTIDIN. La forme en gel avec 20 % de produit actif est actuellement la meilleure. Attention, malgré tout, tous les effets secondaires possibles vis-à-vis des enfants ne sont pas encore tous connus.
Un essai de divers répulsifs, lancés sur le marché, par une organisation indépendante du consommateur a constaté que les produits répulsifs synthétiques, y compris DEET, étaient plus efficaces que des produits répulsifs avec les substances actives naturelles.
- utilisation de perméthrine ((3-phenoxyphenyl)methyl) ou de dérivés de pyréthrinoïde. Ce sont des révulsifs mais peuvent aussi être classés parmi les insecticides. S'ils repoussent et irritent le moustique, ils créent, sur celui-ci, une action de choc (Knock Down) qui le tue ou le neutralise directement.

Ne pas utiliser directement sur la peau mais imprégner les vêtements ou les moustiquaires en prenant garde de ne pas irriter les muqueuses nasales ni d'en ingérer lors de la manipulation. La durée d'efficacité est d'environ 6 mois (moins sur les vêtements qui subissent frottements, pluie, etc.). La réimprégnation se fait après lavage au savon.
Précaution : Ne pas porter des vêtements imprégnés de perméthrine sur la peau déjà traitée au DEET.

## Femmes enceintes
Le dernier moyen mis en application est beaucoup plus ciblé. En effet il ne s'applique qu'aux femmes enceintes, et il a pour but d'éviter une grossesse émaillée de problèmes dus à des contractions prématurées et de permettre aux nourrissons de naître en bonne santé et non avec un poids trop faible (surtout s'il s'agit d'un primipare) ou encore atteint de nombreuses maladies comme le paludisme placentaire (l'infection congénitale, ou non, est en relation directe avec le nombre de parasites dans le placenta), l'anémie grave et la malformation du bébé.
Afin de prévenir et d'empêcher de graves complications, une prise en charge globale qui comporte une prévention de l'infection palustre et la protection sanitaire a été mise en place. Ces actions ont pour but de limiter les infections et leurs conséquences pouvant être très graves pour l'enfant et pour la mère. Il s'agit notamment du recours aux moustiquaires imprégnées d'insecticide et de l'utilisation d'antipaludiques, soit à titre prophylactique primaire, soit comme traitement intermittent.
Par contre, il a été, non seulement, prouvé que le traitement intermittent des femmes enceintes par l'association médicamenteuse de SP (sulphadoxine-pyriméthamine) une fois pendant le deuxième trimestre et une seconde fois pendant le troisième trimestre réduisait le risque d'anémie chez la mère, de parasitémie placentaire et d'insuffisance pondérale à la naissance mais aussi que le traitement systématique par la SP des nourrissons aux âges de 2, 3 et 9 mois, lors des vaccinations, réduisait de 60 % les épisodes de paludisme clinique et de 50 % les épisodes d'anémie pernicieuse.
Il a été prouvé que dans les zones d'endémies, une prévention efficace du paludisme pendant la grossesse permet de réduire l'incidence d'anomalies comme un faible poids à la naissance ou une anémie maternelle grave (diminution de la concentration en hémoglobine du sang - en dessous de 0,13 g/ml chez l'homme et de 0,12 g/ml chez la femme).
L'application de ces quelques règles suffirait à faire baisser considérablement le nombre de personnes touchées par cette maladie et ainsi le nombre de victimes, mais le manque de moyens entrave leur application. De nombreux habitants n'ont même pas les moyens de se procurer des moustiquaires, susceptibles de réduire les risques d'infections.

## Prophylaxie
Afin de prévenir toute contamination chez les touristes se rendant dans des pays où sévit le paludisme, les chercheurs ont mis en place une technique prophylactique. Cette technique consiste à utiliser un arsenal thérapeutique de médicaments préventifs (se limitant à la chloroquine, au proguanil, à l'association pyriméthamine-dapsone, à l'association proguanil-atovaquone, à l'association chloroquine-proguanil chlorhydrate, à la méfloquine et la doxycycline) afin d'éviter l'infection en cas de pénétration du parasite dans l'organisme.
La prise régulière d'un traitement préventif, en particulier pour les enfants et les femmes enceintes, qui ont un risque accru d'accès de paludisme grave est conseillée pour les courts séjours en zone de transmission intense de paludisme. Mais en raison de l'accroissement de la pharmacorésistance parasitaire (résistance des parasites aux produits constituant l'arsenal thérapeutique) et des effets secondaires propres aux différents produits, il est de plus en plus difficile d'établir des directives chimioprophylactiques.
Les médicaments antipaludéens ne garantissent pas une protection absolue contre l'infection et il est aussi important de se protéger des piqûres de moustiques (moustiquaires, produits antimoustiques) car même si un traitement adapté a été correctement suivi, il est possible de faire une crise de paludisme, parfois d'apparition tardive à cause de la forme hypnozoïte que peut prendre le Plasmodium.
En Belgique, des cas de décès dus à la malaria surviennent, chaque année, chez les voyageurs de retour au pays.

### Schémas prophylactiques antipaludiques
Au 9 mars 2006, la prévention du paludisme s'organise en trois niveaux, classés selon le niveau de chimio-résistance. Chaque pays à risque se trouvant ainsi classé dans un groupe. Bien avant de partir en voyage, il convient de demander l'avis de son médecin car ces traitements sont généralement à commencer à l'avance.
Pays du groupe 0Zones sans paludisme : Pas de chimioprophylaxie.
- Afrique : le Lesotho, la Libye, le Maroc, La Réunion, l'île Sainte-Hélène, les Seychelles et la Tunisie ;
- Amérique : toutes les villes, Antigua-et-Barbuda, les Antilles néerlandaises, les Bahamas, la Barbade, les Bermudes, le Canada, le Chili, Cuba, la Dominique, les États-Unis, la Grenade, les îles Caïmans, les îles Malouines, les îles Vierges, la Jamaïque, la Martinique, Porto Rico, Sainte-Lucie, la Trinité-et-Tobago et l'Uruguay ;
- Asie : toutes les villes, Brunei, la Géorgie, Guam, Hong Kong, l'île Christmas, les îles Cook, le Japon, le Kazakhstan, le Kirghizistan, Macao, les Maldives, la Mongolie, le Turkménistan, Singapour et Taïwan ;
- Europe : tous les pays y compris l'Arménie, les Açores, les îles Canaries, Chypre, la Russie, les pays baltes, l'Ukraine, la Biélorussie et la Turquie d'Europe ;
- Proche et Moyen-Orient : toutes les villes, Bahreïn, Israël, la Jordanie, Koweït, le Liban et le Qatar ;
- Océanie : toutes les villes, l'Australie, les Fidji, Hawaii, les îles Mariannes, les îles Marshall, les États fédérés de Micronésie, la Nouvelle-Calédonie, la Nouvelle-Zélande, l'île de Pâques, la Polynésie française, les Samoa, les Tonga et les Tuvalu.

Cas particulier des zones de transmission faibleCompte tenu de la faiblesse de la transmission dans ces pays, il est admissible de ne pas prendre de chimioprophylaxie quelle que soit la durée du séjour. Il est cependant indispensable d'être en mesure, dans les mois qui suivent le retour, de consulter en urgence en cas de fièvre.
- Afrique : l'Algérie, le Cap-Vert, l'Égypte, l'Érythrée et Maurice ;
- Asie : l'Azerbaïdjan, la Corée du Nord, la Corée du Sud, et l'Ouzbékistan ;
- Proche et Moyen-Orient : les Émirats arabes unis, Oman, la Syrie et la Turquie.

Pour tous les autres pays, il est nécessaire de prendre une chimioprophylaxie adaptée à la zone visitée.
Pays du groupe 1Zones sans chloroquinorésistance : chloroquine 100 mg : un comprimé chaque jour (il est possible aussi de prendre 300 mg deux fois par semaine) pour une personne pesant au moins 50 kg (à utiliser avec prudence chez les épileptiques et, chez tout un chacun, car pouvant provoquer des troubles de la vue voire la cécité avec des prises de trop longue durée).
Pays du groupe 2Zones de chloroquinorésistance : chloroquine 100 mg, (un comprimé chaque jour) et proguanil 100 mg, (deux comprimés chaque jour).
L'association chloroquine-proguanil sera ingérée, au cours d'un repas, en une prise ou par demi doses matin et soir en débutant une semaine avant le départ et jusqu'à un mois après le retour pour une personne pesant au moins 50 kg (pour une personne de moins de 50 kg, se référer au chapitre sur l'enfant voyageur).
L'association atovaquone-proguanil peut être conseillée en alternative à l'association chloroquine-proguanil (voir le paragraphe « Pays du groupe 3 » pour plus de détails sur l'association atovaquone-proguanil).
Pays du groupe 3Zones de prévalence élevée de chloroquinorésistance ou multirésistance
La doxycycline (principe actif)
un comprimé de 100 mg par jour, un jour avant le départ (prise doublée le premier jour) et jusqu'à 28 jours après le retour ou après avoir quitté la zone d'endémie de malaria (à prendre en position assise avec une grande quantité de liquide ou pendant le repas). Les doses sont à diviser par deux pour les enfants de plus de huit ans.
La doxycycline peut être prise pendant plusieurs mois mais peut provoquer une phototoxicité (réaction chimique provoquée par la présence trop grande de substance photoréactive dans la peau et réagissant sous l'action des rayons UV ou visibles) et des mycoses buccales et génitales ; elle est à proscrire aux femmes enceintes (troubles hépatiques) ou allaitantes ainsi que chez les enfants de moins de 8 ans (ralentissement réversible de la croissance osseuse et coloration jaune irréversible des dents avec un risque accru de caries)
Il s'agit d'un dérivé de la tétracycline (antibiotique à quatre cycles accolés capable de pénétrer les cellules eucaryotes dont font partie le Plasmodium) parfois utilisé contre le paludisme en association avec la quinine pour des traitements d'urgence par voie intraveineuse.
La méfloquine ou Lariam (Roche)
Composition : 250 mg méfloquine
Boîte de huit comprimés - 34,26 € (Prix en Belgique en 2012)
Un comprimé par semaine, quelques semaines avant le départ et jusqu'à quatre semaines après le retour
Pour obtenir une concentration dans le sang efficace de Lariam dès l'arrivée, il est nécessaire d'initier le traitement deux à trois semaines avant le départ. Les personnes qui n'ont jamais pris ce produit auparavant doivent commencer le traitement deux à trois semaines avant le départ, pour déceler d'éventuels effets secondaires (vertige, insomnie, cauchemar, excitation, angoisse inexplicable, palpitations). Il ne sera pas prescrit si le médecin juge qu'il existe une contre-indication (souhait de grossesse, premier trimestre de grossesse, épilepsie, dépression, ou troubles du rythme pour lesquels un traitement est en cours avec des médicaments tels que des bêta-bloquants, des antagonistes calciques, ou de la digitaline), ou s'il n'a pas été supporté dans le passé. Il faut poursuivre le traitement jusqu'à quatre semaines après le retour. Si le Lariam est bien supporté, il peut être pris pendant des mois voire des années si nécessaire.
Pour les séjours prolongés (durée supérieure à trois mois), la chimioprophylaxie doit être maintenue aussi longtemps que possible et il est recommandé aux voyageurs de prendre rapidement contact avec un médecin sur place pour évaluer la pertinence et le rapport bénéfice/risque de la chimioprophylaxie.
L'association atovaquone-proguanil comme le Malarone (GlaxoSmithKline) peut être conseillée en alternative à la méfloquine.
Composition pour adulte : 250 mg atovaquone + 100 mg proguanil chlorhydrate
Boîte de douze comprimés - 44,14 € (prix en Belgique en 2012)
Composition pour junior : 62,5 mg atovaquone + 25 mg proguanil chlorhydrate
Boîte de douze comprimés - 18,48 € (prix en Belgique en 2012)
Un comprimé par jour, un jour avant le départ et jusqu'à sept jours après le retour.
Si la première prise ne débute que durant le séjour, il convient de le prendre jusqu'à quatre semaines après le retour.
Pour un voyage de courte durée, la prise de Malarone, habituellement très bien toléré, est un excellent choix. Elle peut être utilisée pendant plusieurs mois (mais il faudra alors prendre en compte son coût élevé). La durée d'administration continue de l'atovaquone-proguanil dans cette indication devra, cependant, être limitée à trois mois, faute de disposer à ce jour d'un recul suffisant en traitement prolongé.
En tout état de cause, l'avis d'un médecin est plus que souhaitable avant toute médication.

## Gestion des stocks de médicaments
Une technologie utilisant le SMS vient d'être testée avec succès en Tanzanie.
Cette opération appelée SMS for Life consiste à éviter les ruptures de stocks en médicaments contre le paludisme, le Sida et la tuberculose dans un endroit donné, même le plus reculé, par l'interaction entre un serveur informatique et des téléphones mobiles.